# كاتارينا إليزابيث غوته
كاتارينا إليزابيث غوته (بالألمانية: Catharina Elisabeth Goethe) (و. 1731 – 1808 م) هي كاتِبة ألمانية، ولدت في فرانكفورت، توفيت في فرانكفورت، عن عمر يناهز 77 عاماً.